# Gnadochaeta atra
Gnadochaeta atra là một loài ruồi trong họ Tachinidae.